# Trichoniscus vandelius
Trichoniscus vandelius is een pissebed uit de familie Trichoniscidae. De wetenschappelijke naam van de soort is voor het eerst geldig gepubliceerd in 1946 door Walter Edward Collinge.